# Adam Sobiczewski

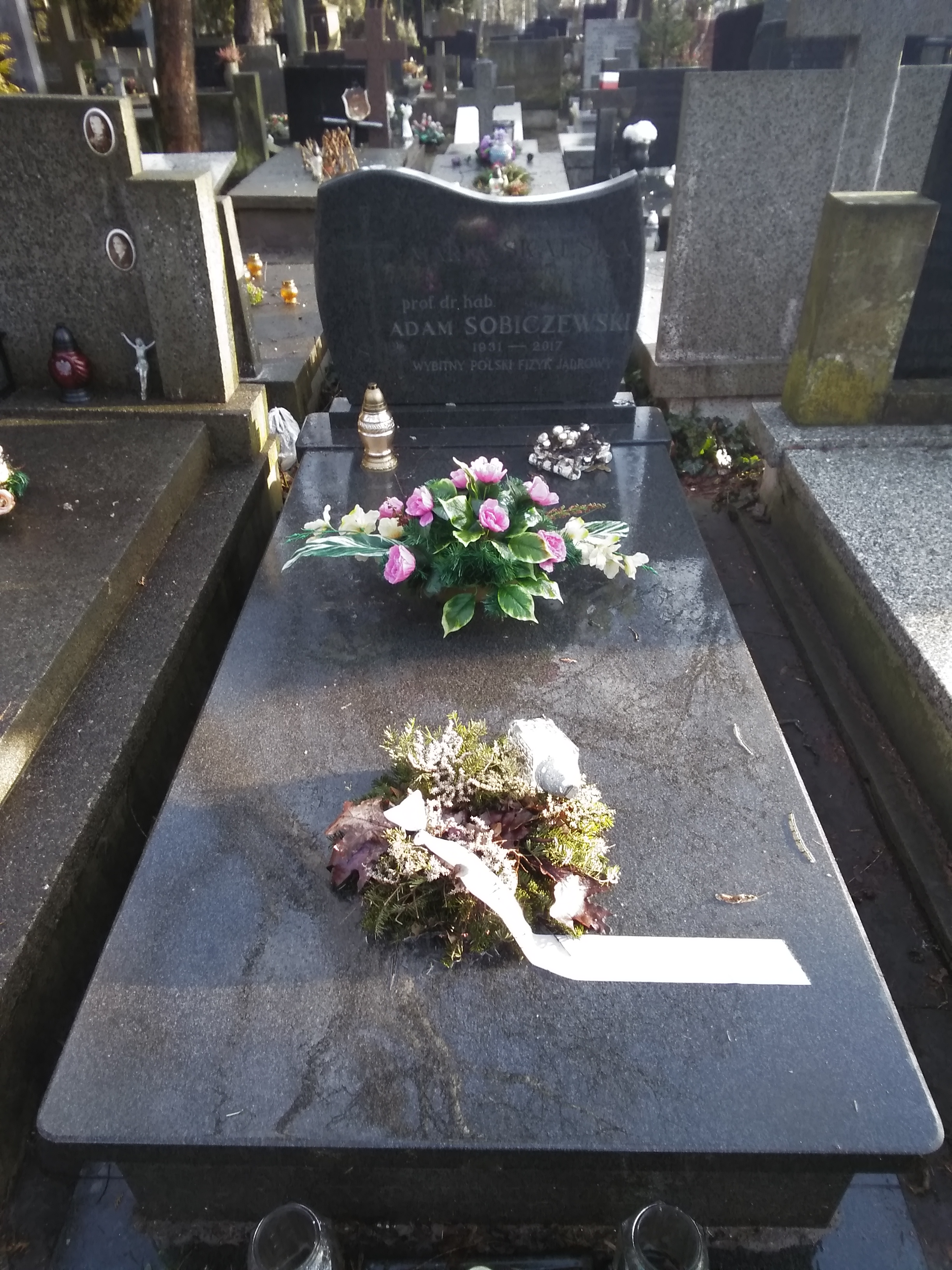
Grób Adama Sobiczewskiego na cmentarzu Wojskowym na Powązkach

Adam Jan Sobiczewski (ur. 21 sierpnia 1931 w Skierniewicach, zm. 20 października 2017 w Warszawie) – polski fizyk, zajmujący się fizyką teoretyczną i fizyką jądrową, członek rzeczywisty Polskiej Akademii Nauk.

## Życiorys
Urodził się w Skierniewicach, w rodzinie Józefa i Stanisławy z Bednarków. Później z matką zamieszkał w Siedlcach. Uczęszczał do tamtejszego Gimnazjum im. Bolesława Prusa, a świadectwo dojrzałości otrzymał w 1950 w Liceum im. Stanisława Żółkiewskiego. W 1955 ukończył studia na Wydziale Matematyki, Fizyki i Chemii Uniwersytetu Warszawskiego w zakresie matematyki, a rok później na Wydziale Łączności Politechniki Warszawskiej w zakresie techniki fal ultrakrótkich. Od 1956 pracował na Wydziale Łączności Politechniki Warszawskiej. W 1962 przeniósł się do Instytutu Badań Jądrowych. W 1964 na Uniwersytecie Warszawskim uzyskał stopień doktora nauk matematyczno-fizycznych na podstawie rozprawy Oddziaływanie wzbudzeń oscylacyjnych z obrotem jądra. Habilitację otrzymał w 1969 w Instytucie Badań Jądrowych. W 1976 mianowany profesorem nadzwyczajnym, a w 1989 zwyczajnym. Po podziale Instytutu w 1982 pracował w Instytucie Problemów Jądrowych im. Andrzeja Sołtana w 2011 przekształconym w Narodowe Centrum Badań Jądrowych. 
W 1997 został członkiem korespondentem Polskiej Akademia Umiejętności, a w 2013 jej członkiem czynnym. Był także członkiem Polskiej Akademii Nauk, od 1998 – korespondentem, a od 2013 – rzeczywistym. Był też członkiem Polskiego Towarzystwa Fizycznego oraz Towarzystwa Naukowego Warszawskiego.
W latach 1977–2003 pełnił funkcję redaktora naczelnego czasopisma Polskiego Towarzystwa Fizycznego „Postępy Fizyki”. Od 2003 był jego redaktorem honorowym. 
W 1995 otrzymał Nagrodę Fundacji na rzecz Nauki Polskiej za prace, w których zostało przewidziane istnienie nieoczekiwanie bardzo stabilnych jąder atomowych najcięższych pierwiastków, w 1997 Nagrodę im. G. N. Florowa (zespołową) Zjednoczonego Instytutu Badań Jądrowych w Dubnej, w 1997 Nagrodę Fundacji Alfreda Jurzykowskiego. W 2001 otrzymał tytuł doktora honoris causa Uniwersytetu Marii Curie-Skłodowskiej w Lublinie.
Zmarł w Warszawie, pochowany 26 października 2017 na cmentarzu Wojskowym na Powązkach (kwatera A 17-8-10).

## Ordery i odznaczenia
- Krzyż Kawalerski Orderu Odrodzenia Polski (9 czerwca 2005)[11]
- Złoty Krzyż Zasługi (1974)[2]
- Medal Pamiątkowy „Pro Masovia” (2015)[12]
- Medal im. Andrzeja Sołtana (2001)[2]
- Honorowe Odznaczenie Fundacji na rzecz Nauki Polskiej[13]